# 岐阜市立早田小学校
岐阜市立早田小学校（ぎふしりつ そうでんしょうがっこう）は、岐阜県岐阜市学園町2丁目にある公立小学校。

## 沿革
早田小学校は岐阜市立島小学校早田分校が1956年に独立した小学校である。設立年は前身の正修学校の開校年の1873年となっている
- 1873年（明治6年）4月 - 早田村に正修学校が開校する。その後、時期不明だが膏雨学校に改称する。
- 1887年（明治20年） - 早田尋常小学校に改称する。
- 1897年（明治30年） - 
  - 近島村、池ノ上村、北島村、萱場村、菅生村、西中島村、江口村、早田村、東島村、旦ノ島村が合併し、島村が発足。
  - 東島尋常小学校、近島尋常小学校、西島尋常小学校、旦島尋常小学校、萱場尋常小学校、早田尋常小学校が統合され、島尋常小学校となる。旧・早田尋常小学校は島尋常小学校早田分教室となる[注釈 2]。
- 1900年（明治33年） - 島尋常高等小学校早田分教室に改称する。
- 1901年（明治34年） - 島尋常高等小学校が現在地[注釈 3]に移転し、早田分教室は廃止となり、改めて島尋常高等小学校早田分教場になる。
- 1934年（昭和9年）12月5日 - 島村が岐阜市に編入される。
- 1941年（昭和16年）4月1日 - 島国民学校早田分教場に改称する。
- 1947年（昭和22年）4月1日 - 岐阜市立島小学校早田分校に改称する。
- 1956年（昭和31年） - 岐阜市立早田小学校として独立する。
- 1957年（昭和32年） - 岐阜県立整肢学園が益田郡下呂町（現・下呂市）から岐阜市鷺山に移転。　岐阜市立早田小学校、岐阜市立伊奈波中学校の養護学級となる。
- 1969年（昭和44年） - 校歌制定。（作詞：一般募集、作曲：安井万治[1]）
- 1979年（昭和54年） - 早田小学校、伊奈波中学校の養護学級が岐阜県立岐阜希望が丘養護学校として独立。

## 通学区域
- 日光町6丁目（一部）・7丁目（一部）・8丁目（一部）・9丁目（一部）、早田（一部）、早田町1-4丁目、早田栄町1-5丁目、早田大通1・2丁目、早田本町1-4丁目、栄新町1-3丁目、津島町1-6丁目、山吹町1-6丁目、美島町1-6丁目、島栄町1丁目、光町1丁目（一部）・2丁目（一部）・3丁目、鷺山（一部）、早田東町1-10丁目、岩倉町1-5丁目、学園町1-3丁目[2]

## 進学先中学校
- 岐阜市立伊奈波中学校（1956年 - 2012年3月）
- 岐阜市立岐阜清流中学校（2012年4月 - 現在）

## 校区内の主な施設
- 岐阜北警察署 金華橋交番

## アクセス
- 岐阜バス 「希望が丘こども医療福祉センター前」より徒歩約10分
- 岐阜バス 「岐阜メモリアルセンター正門前」より徒歩15分